# باتي فيشر
باتي فيشر (بالفرنسية: Batty Fischer) هو مصور لوكسمبورغي، ولد في 24 يوليو 1877 في لوكسمبورغ في لوكسمبورغ، وتوفي بنفس المكان في 27 ديسمبر 1958.